# Operació Ofensiva de la Baixa Silèsia
L'Operació Ofensiva de la Baixa Silèsia (rus: Нижне-Силезская наступательная операция) de l'Exèrcit Roig al front germano-soviètic de la Segona Guerra Mundial, que va tenir lloc del 8 al 10 de juny de 1945, que portaren a terme unitats del 1r Front d'Ucraïna contra el Grup d'Exèrcits Centre alemany a la Baixa Silèsia, a les ordres del Mariscal Ivan Kóniev. Netejà una gran part de la Baixa Silèsia de tropes alemanyes, assetjant una gran força alemanya a la capital, Breslau.

## Preludi
L'ofensiva derivava directament de l'Ofensiva del Vístula-Oder, en la qual les tropes de Koniev havien expulsat el Grup d'Exèrcits A de Polònia, alliberant la ciutat de Cracòvia i capturant diversos caps de pont al riu Oder.
Per al govern del Reich, la província de Silèsia era de màxima importància a causa de les seves nombroses empreses industrials. Quan la regió industrial de l'Alta Silèsia es va perdre a finals de gener de 1945, el ministre d'Armament Albert Speer va assenyalar „dass die Leistung der Wehrwirtschaft gegenüber der noch im Dezember [1944] erzielten auf 1/4 absinken würde.“ La Baixa Silèsia i la regió de Moràvia-Ostroitsk, però, van seguir sent importants com a centres de producció d'armes i mineria de carbó.
El pla operatiu va ser elaborat a finals de gener pels oficials de l'estat major del 1r Front Ucraïnès sota el comandament del mariscal Ivan Konev i el seu cap d'estat major Vasily Sokolovsky i aprovat pel quarter general soviètic Stavka el 29 de gener. La preparació precipitada del pla és un indici de la competència amb el competidor Georgi Zhukov, que – sempre preferit per Stalin – podia conquerir la capital del Reich tot sol. L'operació estava programada per tenir lloc entre el 25 i el 28. Febrer amb l'arribada a l'Elba.

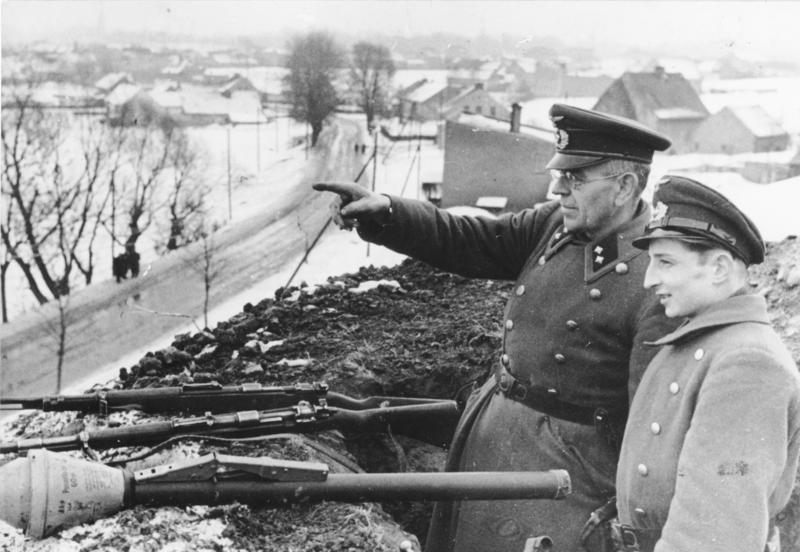
Homes de la Volkssturm prop de Ratibor a principis de febrer de 1945

Havia de ser l'assalt final. La destrucció de les forces alemanyes al voltant de Breslau, l'avanç a través de la Baixa Lusàcia cap a Sprottau i Cottbus, la circumval·lació sud-oest de Berlín i un enfocament coordinat amb el 1r Front Bielorús contra la capital eren els objectius establerts a la directiva del 1r Consell de Guerra del 31 de gener de 1945.

## Forces desplegades

### Exèrcit Roig[6]
- Ala Nord del 1r Front Ucraïnès – Mariscal Ivan Kóniev
  - 3r Exèrcit Blindat de la Guàrdia – General Pavel Ribalko
  - 4t Exèrcit Blindat de la Guàrdia – Major General Dmitri Leliuxenko
  - 3r Exèrcit de la Guàrdia
  - 5è Exèrcit de la Guàrdia
  - 6è Exèrcit
  - 52è Exèrcit

### Wehrmacht[7]
- Ala nord del Grup d'Exèrcits A (redenominat Grup d'Exèrcit Centre) – Mariscal Ferdinand Schörner
  - 17è Exèrcit (General Friedrich Schulz)
    -  XXXXVIII Panzerkorps
    -  LVII Panzerkorps
    -  XVII Korps
    -  VIII Korps
    - Guarnició de la Fortalesa de Breslau

  - 4t Exèrcit Panzer General Fritz-Hubert Gräser
    -  XXIV Panzerkorps
    - Panzerkorps Großdeutschland
    -  XXXX Panzerkorps
    - Gruppe Friedrich

## L'ofensiva
Koniev intentà travessar els caps de pont de Steinau i Ohlau, que havien sigut assegurats al final de l'Ofensiva del Vístula-Oder, el 8 de febrer. Com a preludi de l'atac inicial ordenà un bombardeig d'artilleria de 50 minuts, després del qual les seves tropes començaren a travessar les línies a les 06:00. Al final del dia, les puntes de llança del front havien arribat a penetrar fins a 60 km. El 3r Exèrcit Blindat de la Guàrdia girà cap al sud i després cap a l'est, per tal d'encerclar la ciutat de Breslau des de la rereguarda, mentre que el 4r Exèrcit Blindat continuava el seu avanç cap a l'oest des del cap de pont de Steinau.
El 15 de febrer, Breslau es trobava encerclada per forces d'ambdós caps de pont, mentre que el 3r Exèrcit Blindat de la Guàrdia tancava la trampa a l'oest, de la qual només aconseguiren escapar parts de la 269a Divisió d'Infanteria, mentre que 80.000 civils i 35.000 militars quedarien assetjats a la ciutat fins al final de la guerra.
El 4t Exèrcit de la Guàrdia, mentrestant, es dirigia cap al riu Neisse, tot i alguna resistència del 4t Exèrcit Panzer. El 14 de febrer, dos cossos panzer (el  XXIV i el Großdeutschland) van llançar un sobtat contraatac que va deixar les forces de Leliuxenko en una lluita desesperada per evitar ser envoltades. No obstant això, els alemanys van ser incapaços d'evitar l'encerclament i van abandonar les operacions 5 dies després, quan el 52è Exèrcit i el 3r Exèrcit Blindat de Guàrdies van aconseguir assegurar els flancs de la posició de Leliuxenko.
El 24 de febrer, davant del gran reforçament alemany, Koniev decidí tancar la fase ofensiva de les operacions, després d'haver aconseguit un petit cap de pont al Neisse, que definí les línies d'inici en aquell sector per a la batalla de Berlín.

## Després de la batalla
Schörner intentà reconquerir algun territori durant el mes de març amb alguns contraatacs d'èxit a Lauban i Striegau. No obstant això, una ofensiva llançada per alliberar Breslau va ser desbaratada mitjançant una ofensiva al flanc dret del 1r Front Ucraïnès cap al sud-est: l'Operació Ofensiva de l'Alta Silèsia.